# Leonard salverà il mondo
Leonard salverà il mondo (Leonard Part 6) è un film  del 1987 diretto da Paul Weiland, con Bill Cosby - che ne è stato anche il produttore e lo sceneggiatore -, Joe Don Baker e Gloria Foster. È una commedia in stile fantaspionaggio. Fu un tremendo insuccesso commerciale e venne massacrato dalla critica. Inizialmente nel cast doveva esserci anche Sherman Hemsley come compagno di avventura di Cosby, ma l'idea fu accantonata.

## Trama
Leonard Parker è un ex agente della CIA. La sequenza iniziale chiarisce che il film è il sesto episodio di una serie di cui i primi cinque sono stati tenuti segreti nell'interesse mondiale. Parker viene reclutato nuovamente dai suoi ex colleghi della CIA per salvare il mondo dalla malvagia Medusa Johnson, una vegetariana che pratica il lavaggio del cervello agli animali per indurli a uccidere gli esseri umani. Leonard si infiltra nel covo dei cattivi, li mette in fuga usando della carne magica ricevuta da alcuni zingari, libera gli animali prigionieri e allaga la base con l'Alka-Seltzer; sfugge, infine, dall'edificio cavalcando uno struzzo giù dal tetto.

## Produzione
Il film fu girato nella San Francisco Bay Area e classificato PG dalla Motion Picture Association of America.

## Incassi
Il film risultò un completo flop al botteghino: costato circa 24 milioni di dollari, ne incasso poco più di 4,5.

## Critica
Il film fu accolto da una critica unanimemente negativa, dopo la sua uscita lo stesso Cosby lo disconobbe e invitò il pubblico a non sprecare denaro per andarlo a vedere. Cosby attribuì la maggior parte dei problemi al regista debuttante Weiland, che giudicò troppo giovane e inesperto (aveva 34 anni ed in precedenza aveva girato, quattro anni prima, solo un cortometraggio), anche se va ricordato che lo stesso Cosby ne era stato produttore e sceneggiatore.

## Riconoscimenti
Il film ha ricevuto 3 Golden Raspberry Awards nell'edizione 1987: peggior attore (Cosby), peggior film e peggior sceneggiatura (Jonathan Reynolds and Cosby); 2 candidature per la peggior attrice non protagonista (Foster) e il peggior regia (Weiland).
Poche settimane dopo la cerimonia di assegnazione dei Razzies, Cosby ricevette i suoi tre premi durante il programma della Fox The Late Show (un talk show che andò in onda dal 1986 sulla neonata Fox condotto da Joan Rivers e in seguito da Arsenio Hall, da non confondersi con il Late Show di David Letterman), ma richiese che i trofei vinti fossero fatti di marmo di Carrara e oro a 24 carati.
Nell'edizione del 2005 la pellicola ha ricevuto una candidatura come peggiore commedia degli ultimi 25 anni.